# سيولاي كايكاي
سيولاي كايكاي (بالإنجليزية: Sullay Kaikai)‏ (26 أغسطس 1995 في المملكة المتحدة - ) هو لاعب كرة قدم بريطاني في مركز الوسط. لعب مع تشارلتون أثلتيك وشروزبري تاون وكامبريدج يونايتد وكريستال بالاس ونادي كرولي تاون.

## وصلات خارجية
- سيولاي كايكاي على موقع قاعدة بيانات كرة القدم.إي يو (الإنجليزية)
- سيولاي كايكاي على موقع ناشيونال فوتبول تيمز (الإنجليزية)
- سيولاي كايكاي على موقع Soccerbase.com (لاعب) (الإنجليزية)
- سيولاي كايكاي على موقع Soccerway.com (الإنجليزية)
- سيولاي كايكاي على موقع عالم كرة القدم.نت (الإنجليزية)
- سيولاي كايكاي على موقع AS.com (الإسبانية)